# Ejecuciones en las ruinas del gueto de Varsovia (1943-1944)

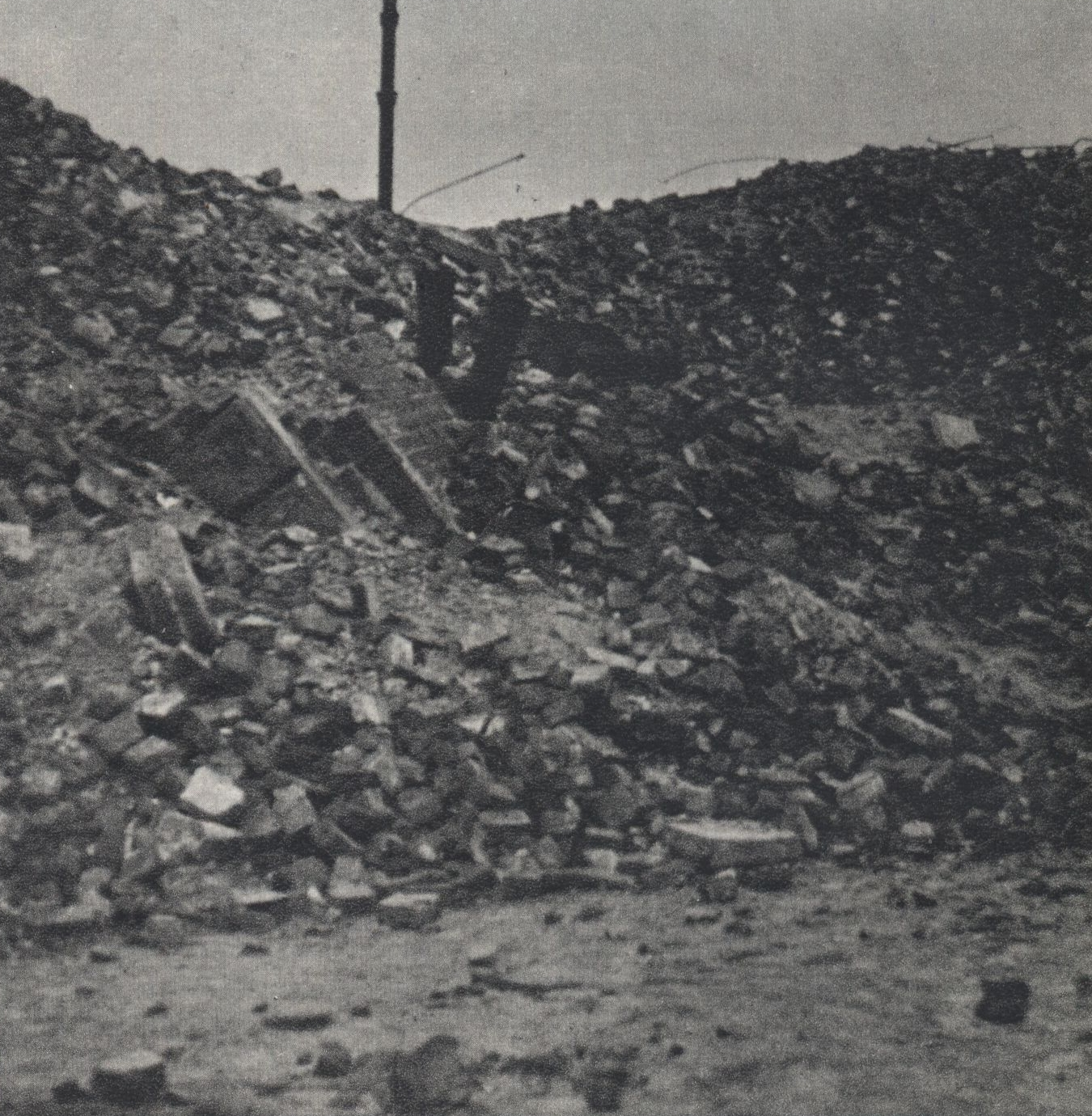
Ruinas de la casa en calle Dzielna 27. En los años 1943-1944, miles de prisioneros de Pawiak fueron asesinados en este lugar

Las ejecuciones en las ruinas del gueto de Varsovia (1943-1944) fueron las ejecuciones masivas de prisioneros políticos polacos y personas de nacionalidad judía llevadas a cabo secretamente por los ocupantes alemanes en las ruinas del gueto de Varsovia.
Los prisioneros traídos de fuera del gueto fueron fusilados por los alemanes en el territorio del barrio residencial judío de Varsovia en el verano de 1942. Tales ejecuciones tomaron forma masiva a partir de mediados de mayo de 1943, después de la supresión del Levantamiento del gueto de Varsovia y la demolición sistemática del distrito. El genocidio en las ruinas del gueto se continuó constantemente hasta el estallido del Levantamiento de Varsovia en agosto de 1944. En total, SS y policías alemanas dispararon contra varios miles de personas: rehenes polacos (principalmente prisioneros de Pawiak y ciudadanos detenidos durante masivos Łapanki), así como judíos atrapados en el "lado ario".

## Génesis
Varsovia fue considerada por los alemanes como el centro de la resistencia polaca contra el nuevo orden nazi. Aunque en el Gobierno General ocupado, la antigua capital de Polonia fue relegada al rango de ciudad de provincia, Varsovia seguía siendo el centro de la vida política, intelectual y cultural polaca. Fue también la sede de las autoridades del Estado secreto polaco y un lugar de funcionamiento de estructuras particularmente fuertes y bien organizadas del movimiento de resistencia. El Gobernador General Hans Frank escribió en su diario para el día 14 de diciembre de 1943: Si no tuviéramos Varsovia en el Gobierno General, no tendríamos 4/5 de las dificultades que tenemos que enfrentar. Varsovia es y seguirá siendo un foco de confusión, un punto desde el que se extiende la ansiedad en este país.
Desde los primeros días de la ocupación los alemanes utilizaron el terror brutal contra la población de Varsovia, dirigidas principalmente a los representantes de las élites políticas e intelectuales polacos, la comunidad judía y la gente de alguna manera asociada con las actividades del movimiento de resistencia. Prisiones y centros de detención de Varsovia: Pawiak, centro de detención (prisión preventiva) en calle Daniłowiczowska, Prisión de Mokotów, sótanos de la sede de Sipo en Avd. Szucha, se llenaron de personas arrestadas. Las Łapanki, las deportaciones a campos de concentración y los asesinatos en masa se convirtieron en problemas cotidianos. Las ejecuciones de prisioneros políticos de Varsovia generalmente se llevaban a cabo por los alemanes en secreto, en los alrededores inaccesibles para personas no autorizadas. Los lugares de ejecución fueron, entre otros: los jardines de Sejm en calle Wiejska; Las Kabacki; Szwedzkie Góry en el territorio de Bemowo; Las Sękociński cerca de Magdalenka; Lasy Chojnowskie cerca de Stefanów; Laski, Wydmy Łuże y Wólka Węglowa en las afueras de Kampinos; y sobre todo, en famoso Palmiry.
Desde el punto de vista de los verdugos, las ejecuciones llevadas a cabo en los bosques cercanos a Varsovia conllevaban algunos riesgos y se relacionaban con diversos problemas logísticos. El transporte discreto de convictos desde las cárceles de Varsovia a lugares de ejecución distantes a varios kilómetros de la ciudad fue una operación complicada y que exigía mucho tiempo. También se plantearon problemas al asegurar lugares de ejecución contra testigos indeseables y fuga de los condenados. Finalmente, los alemanes no tenían ninguna garantía de que la población de las ciudades vecinas no podría encontrar tumbas colectivas de manera accidental o a propósito.

## Primeras ejecuciones en las ruinas del gueto

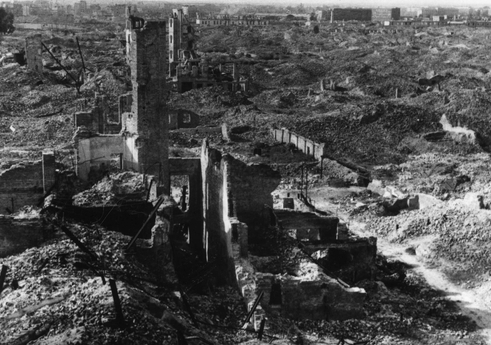
Ruinas del gueto de Varsovia

A partir de junio de 1942, ocurrieron varios incidentes, cuando pequeños grupos de varias a varias docenas de personas fueron asesinados por alemanes en el territorio del gueto de Varsovia, aislados en ese momento del resto de la ciudad. Los cuerpos de las víctimas eran generalmente abandonadas directamente en las calles de "zona residencial judía", donde se ocupaban de ellos los grupos de trabajo judíos, que eran responsables de la limpieza de las calles de los cadáveres de los habitantes muertos o asesinados del gueto. Generalmente, enterraron los cadáveres encontrados en el cementerio judío o en el campo "Skra". Este tipo de ejecuciones tuvo lugar sobre todo durante la gran acción de expulsión en el gueto (verano 1942), debido al caos que se extendía allí los alemanes podían fácilmente ocultar el hecho del homicidio y en silencio deshacerse de los cuerpos de las víctimas.

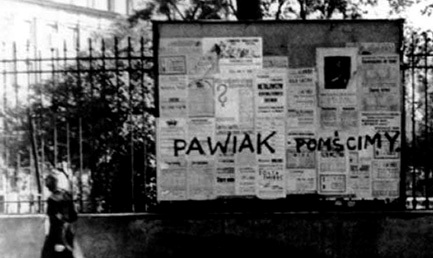
Pawiak pomścimy (en español, Vengaremos a Pawiak). La inscripción hecha por los exploradores de la organización Wawer en el tablero de anuncios colocado en la cerca del jardín de Bank Gospodarstwa Krajowego en calle Bracka

En la primavera de 1943, los alemanes finalmente liquidaron el gueto de Varsovia, reprimiendo brutalmente el levantamiento iniciado allí por el movimiento de resistencia judío. Los terrenos del antiguo "barrio residencial judío" fueron cambiados por el ocupante en un "desierto de piedra y ladrillo". La dirección de la Gestapo de Varsovia llegó a la conclusión de que las ruinas del gueto pueden resultar un lugar muy conveniente para llevar a cabo ejecuciones secretas de los polacos, pero esta vez en una dimensión masiva. SS-Gruppenführer Jürgen Stroop, el entonces comandante de las SS y de la Policía (SS- und Polizeiführer) en el distrito de Varsovia, afirmó que el autor de esta idea fue el Dr. Ludwig Hahn: el comandante alemán de la policía de seguridad y servicio de seguridad (KdS) en Varsovia. Mientras estaba en la Prisión de Mokotów, esperando el juicio, Stroop relató las conversaciones con Hahn a su compañero de celda, Kazimierz Moczarski:
Doktor Hahn dijo algo así:.. "Vamos a usar Grossaktion para acabar también con los polacos. En el gueto murieron y seguirá muriendo muchos Judíos. En todas partes hay cadáveres, ya que cuando se añade a esto unos cuantos miles de polacos, de todas formas nadie podrá verificar nada "- informe de Jürgen Stroop.
Desde el punto de vista de los ocupantes, una serie de argumentos en favor de usar las ruinas del gueto como un lugar de ejecuciones masivas. El distrito estaba directamente adyacente a la prisión de Pawiak, donde se envió a la gran mayoría de los presos políticos polacos. Los muros del gueto y numerosos comisarías alemanas aislaron completamente el "desierto de piedra y ladrillo" del resto de la ciudad. Las patrullas policiales constantemente perseguían a los judíos escondidos en las ruinas, lo que explicaba los disparos que venían de detrás de los muros. En las ruinas del gueto, era fácil enterrar o quemar los cuerpos de los asesinados. Finalmente, en el verano de 1943, en el territorio del antiguo gueto (cerca de calle Gęsia), el campo de concentración alemán comenzó a funcionar: el así llamado Konzentrationslager Warschau. Su área y su tripulación podrían usarse durante las ejecuciones, y los dispositivos (crematorio) y prisioneros, para borrar las huellas del crimen.
La primera ejecución de los prisioneros de Pawiak en las ruinas del gueto de Varsovia tuvo lugar el 7 de mayo de 1943, entonces antes del final del Levantamiento del gueto. En la puerta de la casa de vecinos en calle Dzielna 21, 94 personas fueron asesinadas. Desde finales de mayo de 1943, las ejecuciones en el territorio del antiguo "distrito residencial judío" tenían lugar casi todos los días. Los alemanes casi renunciaron por completo a la ejecución de convictos en los bosques cerca de Varsovia, y redujeron significativamente la deportación de prisioneros de Pawiak (y otras prisiones y centros de detención de Varsovia) a campos de concentración. En cambio, los prisioneros políticos polacos fueron apresuradamente y masivamente asesinados en las ruinas del gueto, a menudo después de varias jornadas de investigación o sin ninguna investigación. En las ruinas del gueto, casi a diario se llevaron a cabo ejecuciones de varios judíos detenidos por los alemanes en el "lado ario", así como de los polacos les ocultaban. Los datos personales de estas víctimas en la mayoría de los casos nunca fueron determinadas, ya que los judíos capturados no entraron en absoluto en los registros de Pawiak. En cambio, después de unas horas, y como máximo después de unos días de su estancia en el corredor de la muerte en el pabellón VIII, fueron ejecutados en el gueto. No era raro que familias enteras, incluyendo mujeres y niños, murieran en ese momento.
Las ejecuciones se llevaban a cabo por los alemanes en varios puntos del antiguo gueto, pero mayoritariamente, en el territorio de las propiedades en calle Dzielna 25 y 27, en el jardín de la casa en calle Nowolipki 29 y en el jardín de la casa en calle Zamenhofa 19. Los prisioneros de Pawiak u otras personas traídas de la ciudad también recibieron disparos en el campo de concentración de KL Warschau. Los cuerpos de las víctimas fueron quemados: generalmente en el territorio de las propiedades en calle Gęsia 45 y calle Pawia 27, o dentro del campo de concentración KL Warschau (en las hogueras construidas de los elementos de madera provenientes de las casas destruidas o en el crematorio de allí). La incineración de cadáveres se llevó a cabo por Sonderkommandos compuestos por judíos, prisioneros del campo.
Las informaciones sobre los crímenes alemanes entregadas al exterior por los miembros de la conspiración de AK empleados como el personal de Pawiak eran fragmentadas, por lo tanto es imposible determinar las fechas exactas y el desarrollo de todos los homicidios llevados a cabo en las ruinas del gueto en la primavera y el verano de 1943. Sin embargo, se sabe que en las ejecuciones realizadas allí casi todos los días, murieron algunas o varias docenas de personas. No obstante, hubo casos en los que decenas o incluso cientos de polacos y judíos fueron asesinados en ejecuciones individuales. Entre otros, el 29 de mayo de 1943 en el territorio del antiguo gueto, se cometió una gran masacre de prisioneros de Pawiak, durante la cual murieron unas 530 personas. La ejecución tuvo una gran repercusión en la Varsovia ocupada: fue entonces cuando las inscripciones Pawiak pomścimy (Vengaremos a Pawiak) comenzaron a aparecer a gran escala en las murallas de la ciudad. El 24 de junio de 1943, unas 200 personas murieron en la siguiente gran ejecución en el gueto. El 15 de julio de 1943, entre 260 y 300 personas (polacos y judíos arrestados como resultado del así llamado escándalo del Hotel Polski) fueron fusilados allí. Al día siguiente, en el territorio del campo en calle Gęsia, fueron ejecutados otros 132 prisioneros de Pawiak.

## Ejecuciones durante el gobierno de Kutschera

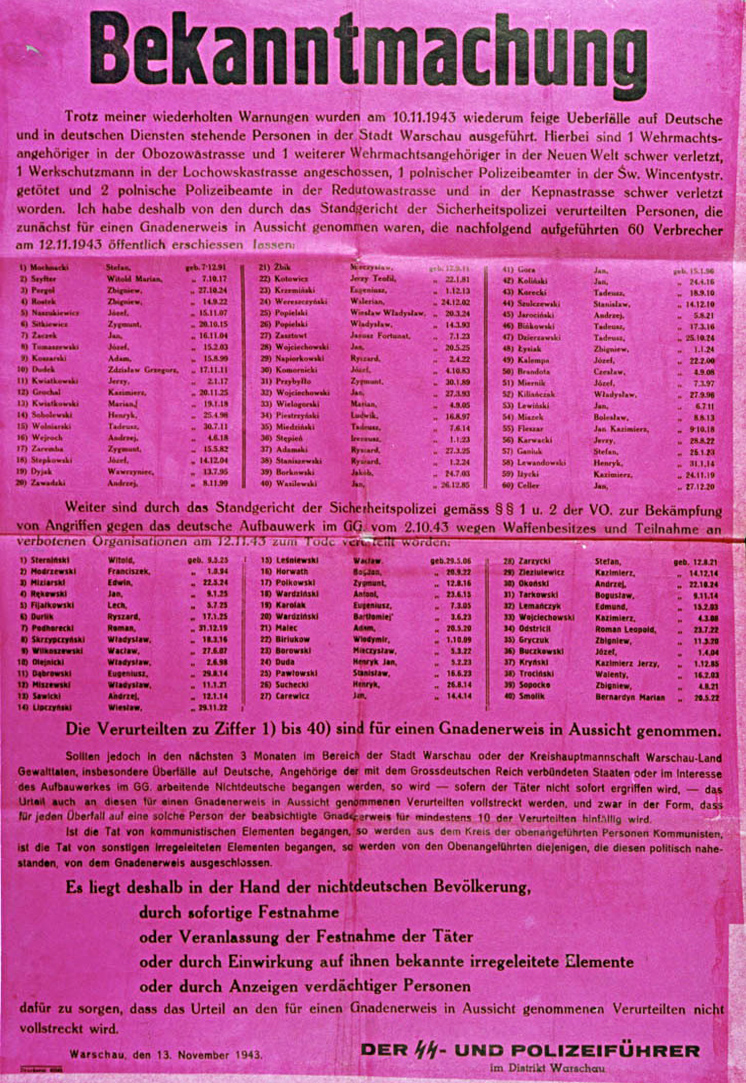
Afiche sobre la ejecución de 100 rehenes. Varsovia, el 3 de diciembre de 1943

En octubre de 1943, el terror alemán contra el pueblo de Varsovia se agravó drásticamente. Los alemanes intensificaron sus esfuerzos en todo el Gobierno General para romper el creciente movimiento de resistencia polaco. El 2 de octubre de 1943 se anunció el decreto legislativo de Hans Frank "sobre la lucha contra los ataques a la obra de reconstrucción alemana en el Gobierno General", que sancionó completamente la regla de responsabilidad colectiva aplicada por el ocupante, asumiendo que, entre otras cosas, que "los instigadores y cómplices serán castigados como los culpables de los crímenes" y que "las tentativas de crímenes serán castigadas como crímenes cometidos". La única forma de castigo que preveía el decreto era la pena de muerte. En Varsovia, la intensificación del terror nazi también fue causada por el hecho de que el 25 de septiembre de 1943, SS-Brigadeführer Franz Kutschera asumió la función de Comandante de las SS y de la Policía del distrito de Varsovia. El nuevo SS- und Polizeiführer estaba a favor de una política de mano dura hacia las naciones conquistadas por el Imperio alemán. El medio con el que quería pacificar Varsovia eran las ejecuciones masivas de rehenes, llevadas a cabo en represalia contra cualquier discurso antialemán. Sin embargo, los fusilamientos debían realizarse no sólo en las ruinas del gueto, sino también de manera abierta, en las calles de Varsovia. Los alemanes esperaban que de esta manera podrían intimidar a la población de la capital y, al mismo tiempo, abrir una brecha entre el movimiento de resistencia y los civiles.
La intensificación de la política del ocupante fue promovida en Varsovia por una ola de las łapanki de una intensidad mayor que antes, que cayeron sobre la ciudad el 13 de octubre de 1943 y fueron organizadas por los alemanes casi a diario, a menudo incluso varias veces en un día y en muchas partes de la ciudad. El 16 de octubre de 1943, en Aleja Niepodległości (en la esquina con calle Madaliński), tuvo lugar la primera de numerosas ejecuciones callejeras. Para obtener un efecto psicológico apropiado, los nombres de las víctimas fueron leídos por los megáfonos, junto con el anuncio de la ejecución de los siguientes rehenes mencionados por su nombre en caso de otro ataque antialemán en Varsovia. Después de algún tiempo, los anuncios de megáfono fueron reemplazados por anuncios en las paredes (Bekanntmachung). Los famosos carteles, imprimidos en papel rosa y generalmente con la firma anónima "Comandante de las SS y la Policía del distrito de Varsovia", aparecieron por primera vez en las calles de Varsovia el 30 de octubre de 1943.
Łapanki y ejecuciones masivas, en las que murieron cientos de personas inocentes, sacudieron a Varsovia. Mientras que la represión alemana estaba dirigida generalmente contra grupos sociales o políticos específicos, el terror introducido por Kutschera se utilizó a ciegas. Además de los presos políticos que fueron arrestados por la Gestapo, los civiles de Varsovia que fueron detenidos accidentalmente durante las łapanki fueron asesinados masivamente. Sin embargo, aunque las ejecuciones callejeras naturalmente atrajeron la atención de la opinión pública, la acción simultánea de liquidación secreta de los rehenes en las ruinas del gueto adquirió una escala mucho mayor. Entre el 15 de octubre de 1943 y el 15 de mayo de 1944, los alemanes ejecutaron a casi 5.000 personas en la ciudad y sus alrededores (unas 270-300 personas por semana), de las cuales unas 3.800 fueron asesinadas en las ruinas del gueto. Esto significa que hubo 3-4 personas asesinadas en secreto en el gueto por cada una persona matada en la ejecución en la calle.
Durante este período, las ejecuciones en las ruinas del gueto se llevaban a cabo no sólo casi a diario, sino a menudo incluso varias veces en un solo día. Docenas o incluso cientos de prisioneros de Pawiak o ciudadanos comunes de Varsovia detenidos durante las łapanki fueron asesinados repetidamente en ejecuciones individuales. Entre otras cosas, durante la noche del 17 al 18 de octubre de 1943, tuvo lugar una de las ejecuciones más grandes en la historia de Pawiak, que duró varias horas, hasta las 4 de la mañana. Los prisioneros desnudos fueron sacados de la cárcel en grupos y fueron disparados con las ametralladoras en los tramos de calle Pawia 36-42 y calle Dzielna 37-42. Alrededor de 600 personas murieron en ese momento. Más tarde hubo rumores en la cárcel de que , la ejecución fue tan horrible que uno de los hombres de las SS no pudo soportarla mentalmente y se suicidó. El 23 de octubre de 1943, alrededor de 300 rehenes, traídos el día anterior desde distrito Praga, fueron ejecutados en las ruinas. Las ejecuciones masivas también tuvieron lugar los días 12 y 13 de noviembre (sucesivamente 240 y 120 víctimas), 9 de diciembre (unas 146 víctimas, entre ellas 16 mujeres judías con un hijo pequeño), 14 de diciembre (unas 230 víctimas), 16 de diciembre (unas 100 víctimas), 13 de enero de 1944 (unas de 260 víctimas) y 28 de enero (unas 170-180 víctimas).
Al mismo tiempo, según la información proporcionada por las grupos clandestinas que operaban en Pawiak, en noviembre de 1943 los alemanes comenzaron a cubrir las huellas de ejecuciones anteriores y las pruebas de crímenes cometidos durante la existencia del gueto de Varsovia. Los Kommandos compuestos de prisioneros de KL Warschau comenzaron, bajo la supervisión de los alemanes, a extraer cuerpos de tumbas colectivas escondidas en el antiguo gueto o en el cementerio judío. Los cadáveres exhumados fueron quemados o volados con explosivos. Según Regina Domańska, el 17 de noviembre de 1943, los alemanes condujeron a unos 300 hombres a las ruinas de una de las casas en el antiguo gueto, y luego volaron el edificio.
El 1 de febrero de 1944, los soldados de la unidad Pegaz pertenecientes a Kedyw AK hicieron un ataque exitoso contra Kutschera en Aleje Ujazdowskie. La mayoría de las víctimas de las ejecuciones de represalia, llevadas a cabo por los alemanes en los días siguientes, fueron asesinadas en las ruinas del gueto. Ya el 2 de febrero, los alemanes dispararon a 300 rehenes polacos, 100 de los cuales fueron ejecutados en la calle, en la esquina de Aleje Ujazdowskie y calle Chopina (cerca del lugar del ataque), y los 200 restantes en el gueto. Otras ejecuciones masivas en las ruinas tuvieron lugar el 3 de febrero (unas 150 víctimas), el 10 de febrero (unas 330 víctimas) y el 15 de febrero (unas 210 víctimas, entre ellas 18 mujeres).

## Últimos meses de ocupación
Después de la muerte de Kutschera, el terror alemán contra la población de Varsovia claramente disminuyó. Los alemanes renunciaron las ejecuciones callejeras, dejaron también de informar sobre las ejecuciones de rehenes a través de anuncios de megáfono y carteles. Los ocupantes no querían dar a los polacos la oportunidad de expresar sus sentimientos patrióticos. Sin embargo, la acción de exterminio en las ruinas del gueto continuó. En la primavera de 1944, casi cada día decenas o incluso cientos de prisioneros de Pawiak o personas llevadas a la ejecución directamente desde la ciudad, fueron fusilados allí. El 22 de febrero de 1944, alrededor de 312 personas fueron ejecutadas en las ruinas del gueto. El 28 de febrero, aproximadamente 100 prisioneros de Pawiak fueron fusilados. El 4 de marzo, otros 84-100 prisioneros (entre ellos cuatro mujeres judías) fueron asesinados en las ruinas, sus cuerpos fueron tirados en los sótanos de la casa destruida en calle Nowolipie (esquina de calle Karmelicka) y encendidos. Algunos de los condenados gravemente heridos luego fueron quemados vivos. Seis días después, en el territorio del gueto fueron fusilados 40 judíos, atrapados en un escondite en calle Grójecka y algunos polacos que los protegieron (Mieczysław Wolski y Władysław Marczak con su familia). Entre los asesinados había un conocido historiador judío Emanuel Ringelblum. El 21 de marzo, otras 200 personas fueron asesinadas en el gueto, sobre todo los residentes de los pueblos cercanos a Varsovia. Hasta la noche, se podía ver el resplandor en el cielo encima del crematorio KL Warschau y se podía oler el hedor de los cuerpos quemados.
Las ejecuciones masivas en las ruinas del gueto fueron realizadas también: el 16 de marzo (unas 185 víctimas), el 29 de marzo (entre 100 y 150 víctimas), el 30 de marzo (unas 95 víctimas), el 31 de marzo (unas 140 víctimas, incluyendo unas 60-70 personas traídas de Łowicz), 6-7 de abril (alrededor de 100 víctimas), 13 de abril (unas 115 víctimas), 14 de abril (alrededor de 154-163 víctimas), 15 de abril (unas 100 víctimas), 17 abril (alrededor de 140 víctimas), 26 de abril (alrededor de 110 víctimas), 11 de mayo (alrededor de 120-130 víctimas, incluida una mujer rusa y un cierto número de judíos), 19 de mayo (alrededor de 103 víctimas), 20 de mayo (aprox. 160-200 víctimas), 22 de mayo (alrededor de 200 víctimas), 27 de mayo (alrededor de 100 víctimas), 5/6 de junio (alrededor de 110 víctimas, incluida una mujer en el séptimo mes de embarazo), 9/10 de junio (más de 100 víctimas). A esto se debe añadir una serie de ejecuciones de pequeños grupos de prisioneros (a menudo de origen judío), cuyo número de víctimas no se puede especificar. Después de una fracasada revuelta de prisioneros del pabellón III de Pawiak (la noche del 19 al 20 de julio de 1944) en las ruinas de un gueto las 154 personas (según otras fuentes - 173) fueron fusiladas.
Debido al acercamiento del Frente Oriental, a finales de julio de 1944, los alemanes comenzaron a liquidar Pawiak. El gran transporte de evacuación con más de 1.800 prisioneros salió de Varsovia el 30 de julio. Antes de esta fecha, se intensificaron las acciones para cubrir las huellas de los crímenes cometidos en Varsovia (entre otros, el 8 de junio, se voló las ruinas del edificio en calle Nowolipki, donde regularmente se había realizado ejecuciones). El 13 de agosto de 1944, casi dos semanas después del comienzo del Levantamiento de Varsovia, tuvo lugar la última ejecución en las ruinas del gueto. Los alemanes mataron a tiros a unas 100 personas: prisioneros de Pawiak que no habían sido evacuados antes de la insurgencia. Entre las víctimas había 18 mujeres, dos de ellas con recién nacidos.

## Víctimas
Es imposible determinar el número exacto de víctimas de las ejecuciones realizadas en las ruinas del gueto de Varsovia. Krzysztof Dunin-Wąsowicz calculó que entre el 1 de enero de 1943 y el 31 de julio de 1944 los ocupantes alemanes mataron a unas 20.500 personas en ejecuciones públicas o secretas en Varsovia (la mayoría de las víctimas probablemente fue fusilada en el antiguo barrio judío). Por otro lado, según los historiadores de IPN en las ruinas del gueto, en los años 1943-1944, fueron asesinadas alrededor de 20 000 personas (incluyendo cerca de 10 000 polacos). Sin embargo, es difícil determinar cuántas personas fueron prisioneros de KL Warschau (en mayoría judíos de diferentes países europeos) y cuántas fueron habitantes de Varsovia o sus alrededores, disparados durante las ejecuciones de represalia. Por eso, el número probable de víctimas de homicidios cometidos en las ruinas del gueto de Varsovia es de varios miles. Según los cálculos de Władysław Bartoszewski (que se basan en los informes estimados de los miembros de la conspiración Pawiak y que toman en consideración las ejecuciones en las que se podía estimar el posible número de víctimas), entre el 7 de mayo de 1943 y el 13 de agosto de 1944 fueron asesinadas aproximadamente 9.600 personas.
En las ruinas del gueto fueron asesinados, entre otros: Mikołaj Arciszewski (periodista, caricaturista, jefe de una de las redes de inteligencia de la Unión Soviética en Varsovia), Mieczysław Bilek (presidente del Partido Demócrata, expresidente de Gdynia), Sławomir Bittner (podharcmistrz, comandante de la compañía en el Batallón de AK “Zośka”), Stanisław Chudoba líder del RPPS (en español, Partido de los trabajadores de los socialistas polacos), Tytus Czaki (uno de los organizadores de Związek Strzelecki, presidente de preguerra de Brześć nad Bugiem y Włocławek), Hanna Czaki (hija de Tytus, exploradora, oficial de enlace y secretaria del jefe del Departamento de Información de la Oficina de Información y Propaganda de Armia Krajowa), Paweł Finder y Małgorzata Fornalska (los líderes del Partido Obrero Polaco), Tadeusz Hollender (poeta, satírico, periodista), subteniente John Hörl pseud. Frog (soldado de AK, cichociemny), Gustaw Kaleński (historiador, archivista, capitán del Ejército Polaco jubilado), Stefan Kapuściński (sindicalista y político de Silesia), Mieczysław Kotarbiński (pintor, artista gráfico), el Dr. Józef Lewicki (pedagogo, historiador de la educación, profesor de Wolna Wszechnica Polska en Varsovia), prof. Tadeusz Pruszkowski (pintor, crítico de arte, pedagogo), Emanuel Ringelblum (conocido historiador de origen judío), coronel Józef Rosiek (inspector de la zona Varsovia de AK), Stefan Sacha (presidente del consejo general del partido Stronnictwo Narodowe).

## Culpables
Los principales responsables de miles de asesinatos en las ruinas del gueto fueron los líderes de las SS y de la Policía del distrito de Varsovia que ejercieron sus funciones desde mayo de 1943 hasta agosto de 1944: SS-Brigadeführer Jürgen Stroop (después de la guerra condenado a muerte por el tribunal polaco y ejecutado el 6 de marzo de 1952), SS-Brigadeführer Franz Kutschera (asesinado por los soldados Kedyw de Armia Krajowa el 1 de febrero de 1944), SS-Oberführer Herbert Böttcher (después de la guerra condenado a muerte por el tribunal polaco y ejecutado el 12 de junio de 1950) y SS-Oberführer Paul Otto Geibel (después de la guerra condenado a cadena perpetua por el tribunal polaco, en 1966 se suicidó en la prisión de Mokotów). Sin embargo, fue el Dr. Ludwig Hahn, comandante de la Policía de Seguridad alemana y del Servicio de Seguridad de Varsovia, quien desempeñó un papel especial en la acción de exterminio. Fue el autor de la idea de adaptar las ruinas del gueto a la acción de exterminio de la población de Varsovia y el spiritus movens de todas las actividades terroristas y exterminadoras contra la población polaca y judía en los años 1941-1944. Después de la guerra, vivió durante varios años en Hamburgo bajo su verdadero nombre. Fue llevado ante el tribunal apenas en 1972 y fue condenado a 12 años de prisión. Durante un proceso de revisión, el gran jurado de Hamburgo lo sentenció a cadena perpetua, pero Hahn fue liberado en 1983 y murió tres años después.
Los responsables directos de las ejecuciones son:
- Funcionarios del Servicio de Seguridad y de la Policía de Seguridad en Varsovia (el cuartel general en la Aleja Szucha) bajo la dirección del Dr. Hahn.
- Miembros de la tripulación de Pawiak;
- Miembros de la tripulación de KL Warschau;
- Oficiales de las SS del Tercer Batallón del 23º Regimiento de las SS y la Policía (Batalion III/SS-Polizei Regiment 23), comandados por el mayor Otton Bundtke.[Comentarios 3]

El SS-Obersturmführer Norbert Bergh-Trips, el SS-Hauptsturmführer Paul Werner y el SS-Obersturmführer Walter Witossek llevaron a cabo varias ejecuciones públicas y secretas en Varsovia. Este último presidió a menudo el grupo de tres agentes de policía que firmaron masivamente los formularios con las sentencias de muerte de los presos de conciencia polacos. Las sentencias fueron dictadas por el tribunal especial (Standgericht) de la policía de seguridad.

## Comentarios
1. ↑  El 16 de mayo de 1943, los alemanes volaron la Gran Sinagoga de Varsovia. Esta data se considera como el final oficial del levantamiento.
2. ↑  Al principio, los cuerpos de las víctimas de algunas ejecuciones fueron enterrados o soterrados por los alemanes en los sótanos de las casas demolidas.
3. ↑  El batallón de Bundtke estacionó en el territorio del antiguo gueto y se ocupó de su pacificación después de la supresión oficial del levantamiento.